# Afro Candy
Judith Chichi Okpara Mazagwu conocida como Afro Candy es una actriz, directora, productora, cantautora, modelo y actriz pornográfica nigeriana. Es la fundadora y directora ejecutiva de Invisible Twins Productions LLC.

## Biografía
Afro Candy nació en Umuduruebo Ugiri-ike, área del gobierno local de Ikeduru, estado de Imo. Durante la escuela secundaria sintió atracción por la actuación, pero perdió el interés después de ingresar a la universidad. Obtuvo una licenciatura en administración de oficinas y una licenciatura en administración de empresas. Además, se formó como guardia de incendios / oficial de seguridad.

## Carrera
Descubierta por la agencia de modelos King George Models, se animó a dedicarse a la actuación. Comenzó su carrera en el modelaje y apareció en comerciales para compañías como Coca-Cola, Nixoderm y Liberia GSM. Se aventuró en la televisión, donde interpretó principalmente papeles menores. En 2004, debutó en cine como Susan en la película dirigida por Obi Obinali, Dangerous Sisters. Sus otros papeles incluyen a Nneoma, una chica del pueblo en End of the game y Jezebel en Dwelling in Darkness and Sorrow.
En 2005, se unió a su esposo en los Estados Unidos con quien tuvo dos hijos. Después de 2 años viviendo juntos, se separaron. También ha protagonizado películas como Destructive Instinct, How Did I Get Here, Ordeal in Paradise, The Goose That Lays The Golden Eggs e interpretado pequeños papeles en películas de Hollywood. Como artista musical, su primer sencillo "Somebody Help Me" fue lanzado en 2009, seguido de su álbum debut. En 2011, lanzó el sencillo "Voodoo-Juju Woman".
Además de actuar y cantar, trabaja como especialista en codificación y facturación médica.